# هوارد ماريون كراوفورد
هوارد ماريون كراوفورد (بالإنجليزية: Howard Marion-Crawford) هو ممثل بريطاني (وحمل سابقاً جنسية المملكة المتحدة لبريطانيا العظمى وأيرلندا)، ولد في 17 يناير 1914 بلندن في المملكة المتحدة، وتوفي في 24 نوفمبر 1969 في المملكة المتحدة.

## وصلات خارجية
- هوارد ماريون كراوفورد على موقع IMDb (الإنجليزية)
- هوارد ماريون كراوفورد على موقع إن إن دي بي (الإنجليزية)
- هوارد ماريون كراوفورد على موقع قاعدة بيانات الفيلم (الإنجليزية)